# 柳沢光治

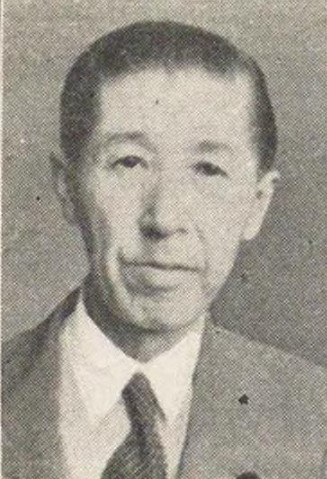
柳沢光治

柳沢 光治（柳澤、やなぎさわ みつはる、1891年（明治24年）6月22日 - 1957年（昭和32年）11月7日）は、大正から昭和期の技術者、政治家、華族。貴族院子爵議員。

## 経歴
旧黒川藩主、子爵・柳沢光邦の三男として生まれる。父の死去に伴い、1923年（大正12年）12月20日、子爵を襲爵した。
1915年（大正4年）7月、東京帝国大学工科大学応用化学科を卒業。同年、日本醋酸製造技手となる。以後、同技術部主任、東京府工業技師、同産業技師、同商工技師、府立東京商工奨励館委員、同化学部主任などを務めた。
1939年（昭和14年）11月4日、貴族院子爵議員補欠選挙で当選し、研究会に所属して活動し1947年（昭和22年）5月2日の貴族院廃止まで在任した。

## 親族
- 母 飛佐子（ひさこ、那須与市（那須資興）長女）[1][3]
- 妻 エイ（中山幸三郎四女）[1]
- 長女 米子（後藤啓一夫人）
- 養子 幸輝（エイ養子、後藤啓一三男）[1]